# Willem I van Bellême
Willem I van Bellême (ca. 970 - 1038) was een zoon van Ivo I van Bellême en van Godehilde. Hij volgde zijn vader in 1005 op als heer van Bellême en Alençon.
Rond 1020 versloeg hij zijn leenheer Herbert I van Maine en werd hij een vazal van Richard II van Normandië. In 1027-1028 kwam hij echter in opstand tegen de nieuwe hertog, Robert van Normandië. Willem werd verslagen, aanvaardde de heerschappij van Robert en verzoende zich met hem. Hij kreeg zowaar het graafschap over Alençon. Willem was de stichter van de abdij van Dame-Marie van Lonlay. Hij overleed kort na zijn zoons Fulco en Robert. Volgens Willem van Jumièges was hij "oneindig wreed en eerzuchtig".
Willem was getrouwd met Mathilde van Condé-sur-Noireau en werd de vader van:
- Warinus (-1026), vader van 
  - Adelheid, gehuwd met Rotrud II van Mortagne,
  - en een buitenechtelijke zoon Rudolf.

Volgens Willem van Jumièges werd Warinus door de duivel zelf voor de ogen van zijn vrienden gewurgd.
- Fulk, gesneuveld in een veldslag in het bos van Blavon nadat hij door zijn vader met zijn broer Robert op een plundertocht in Normandië was gezonden, begraven in de Notre-Dame van Bellême.
- Robert I
- Willem II.
- Ivo II van Bellême

Willem had ook nog een buitenechtelijke zoon: Siegfried, heer van Escurès, Bouillon, La Chapelle-près-Sées en Congé-sur-Orne.